# Да Кунья, Люка
Люка́ да Ку́нья (фр. Lucas Da Cunha; род. 9 июля 2001 или 9 июня 2001, Роан) — французский футболист, полузащитник клуба «Комо».

## Клубная карьера
Выступал за молодёжные команды «Роан Матель» и «Роанне Фут 42». В 2016 году стал игроком футбольной академии «Ренна». В декабре 2017 года подписал свой первый профессиональный контракт с клубом. 18 декабря 2019 года дебютировал в основном составе «Ренна» в матче Кубка французской лиги против «Амьена», выйдя на замену Янну Гбоо. 4 февраля 2020 года дебютировал во французской Лиге 1 в матче против «Лилля».
16 января 2023 года итальянский клуб «Комо» объявил о приобретении Да Кунья.

## Карьера в сборной
Выступал за сборные Франции до 16, до 17, до 18 и до 19 лет.

## Личная жизнь
Люка родился во Франции в семье выходцев из Португалии.